# La movida del Mundial
La movida del Mundial fue un programa de televisión chileno del tipo estelar, transmitido por Canal 13 y conducidos por Diana Bolocco, Martín Cárcamo y Sergio Lagos. El programa es emitido los lunes, miércoles y jueves en horario estelar. Producido y transmitido por Canal 13. Fue estrenado el 11 de junio de 2014, el programa se realiza en motivo de la Copa Mundial de Fútbol de 2014 celebrada esta vez en Brasil.

## Formato
Era un programa estelar que tiene como objetivo animar las noches que dure la Copa Mundial de Fútbol de 2014 celebrada esta vez en Brasil, por medio de notas entretenidas y personajes humorísticos interpretados por el actor Daniel Alcaíno.

## Equipo
- Conductores:
  -  Diana Bolocco
  -  Martín Cárcamo
  -  Sergio Lagos[5]

- Panelistas:
  -  Daniel Alcaíno como Yerko Puchento y Peter Veneno,[6] notero.
  -  Álvaro Salas, humorista.
  -  Jhendelyn Núñez, notera.
  -  Arturo Walden (“Kiwi”), notero.
  -  Coke Santa Ana, notero